# Le Val d'Hazey
Le Val d'Hazey è un comune francese del dipartimento dell'Eure, nella regione della Normandia. Esso fu costituito il 1º gennaio 2016 con la fusione dei tre comuni di Aubevoye, Sainte-Barbe-sur-Gaillon e Vieux-Villez, che ne divennero alla data comuni delegati.